# 欧特绍鲁瓦德
欧特绍鲁瓦德（法語：Autechaux-Roide，法語發音：[ot.ʃo ʁwad]）是法国杜省的一个市镇，位于该省东北部，属于蒙贝利亚尔区。

## 地理
欧特绍鲁瓦德（47°23'31"N, 6°48'53"E）面积6.56 平方千米，位于法国勃艮第-弗朗什-孔泰大區杜省，该省份为法国东部内陆省份，北起上索恩省，西接汝拉省，东部及东南部与瑞士接壤，东北部与贝尔福地区省接壤。
与欧特绍鲁瓦德接壤的市镇（或旧市镇、城区）包括：埃屈尔塞、皮埃尔方丹-莱布拉蒙、蓬德鲁瓦德-韦尔蒙当、罗什莱布拉蒙。

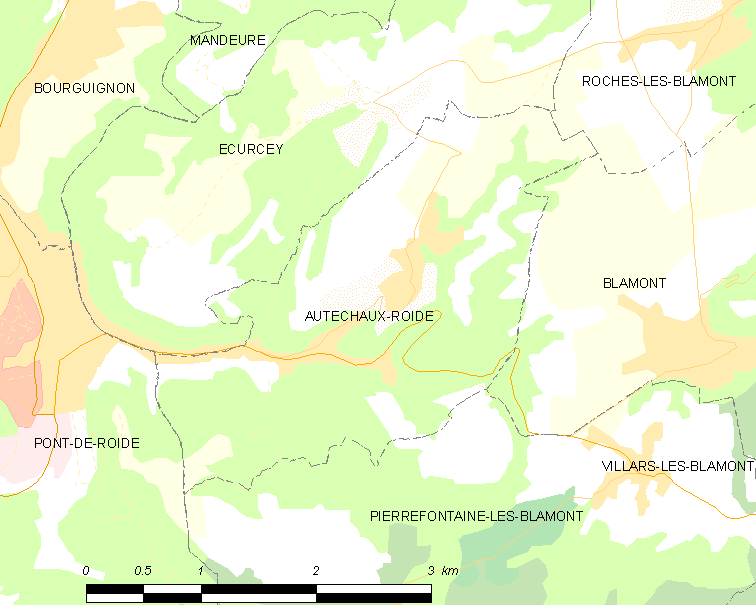
欧特绍鲁瓦德的OSM定位图

欧特绍鲁瓦德的时区为UTC+01:00、UTC+02:00（夏令时）。

## 行政
欧特绍鲁瓦德的邮政编码为25150，INSEE市镇编码为25033。

## 政治
欧特绍鲁瓦德所属的省级选区为迈什县。

## 人口

1962-2008年间欧特绍鲁瓦德人口变化图示

欧特绍鲁瓦德于2022年1月1日时的人口数量为497人。